# マンザナー強制収容所
マンザナー強制収容所（マンザナーきょうせいしゅうようじょ、マンザナールとも、Manzanar internment camp）は、アメリカ合衆国カリフォルニア州インヨー郡にあった、日系アメリカ人収容所のひとつ。正式名称は「Manzanar War Relocation Center（当時の訳語はマンザナール戦時轉住所）」。現在はマンザナー国定史跡（Manzanar National Historic Site）として整備・保存されている。
日系アメリカ人が収容された10箇所の収容所の中で最もよく知られている。北アメリカ大陸において第2位の標高を持つホイットニー山（マンザナー収容所の敷地からもかろうじて見ることが出来る）を含むシエラネヴァダ山脈の麓、モハーベ砂漠やデスヴァレーに連なるカリフォルニア州オーエンズヴァレーに位置し、南はローンパイン、北はインディペンデンスが最寄りの都市。

## 歴史
マンザナーとはスペイン語で「リンゴ園」を意味する。日系人の間では「満座那」という表記が当てられる事もあった。
1942年2月19日にフランクリン・ルーズベルト大統領が発した大統領令9066号によって翌3月に開設された。マンザナー収容所は最大時には10,046名を収容し、収容された総数は合計で11,070名となった。1942年12月6日に収容者の暴動が発生し、歩哨は2名の収容者を銃撃した。1943年2月に成立したレジストレーション法は、宣誓を行わない収容者をトゥーリーレイク戦争移住センターへ転送することを要求した。このために生じた混乱の後、収容者たちは収容所の環境を自分たちで改善し始めた。
大戦末期には、収容所駐留軍は縮小された。また、多くの収容者が散策を許可され、狩りや魚釣りも許可された。日本敗戦後の1945年11月に閉鎖されたが、収容者の大部分は財産を失い帰る家もなかったため、同所への在留を希望した。収容所では延べ135名が死亡し、そのうち15名が同所に埋葬され、残りは故郷の墓地に埋葬された。

## 記録写真
マンザナー収容所のほとんどの写真は収容者の一人であった宮武東洋とアンセル・アダムズによって撮影された。アダムズはヨセミテの大自然を収めた写真で知られているが、収容所を訪れる内に宮武と親しくなり、彼を手助けした。宮武はロサンゼルスを中心に活躍した写真家であるが、レンズ、フィルム、フィルムホルダーを隠して持ち込み、後で収容所内の職人に扉のついた木箱を作らせ、その中にレンズを隠した。
宮武の持ち込んだカメラは結局見つかり没収されたが、収容所長は彼を所内の公式カメラマンに指定したため、自由に写真を撮ることができるようになった。当初は宮武自身がシャッターボタンを押すことは許されておらず、この単純な作業を収容所の職員が代行していた。最終的に所長はこの専門的作業を問題なしと判断し、宮武が単独で撮影することを許可した。1973年に収容所での出来事を基にした小説『マンザナールよさらば』Farewell to Manzanar が発表され、これに基づいた1976年の同名のテレビ映画（1978年になり、日本国内でもNHKにより『さらばマンザナール収容所』の題でテレビ放映された）では、パット・モリタがZenahiro（宮武に基づく登場人物）役を演じている。

## 収容所内の研究所
当時、カリフォルニア工科大学教授のロバート・エマーソンは、キャンプを訪問した際に毎日ぶらぶらと希望のない生活を送る収容者を見て同情心が芽生えた。当時、戦時研究の一つにグアユーレという植物からゴムを抽出する課題があったことから、エマーソンは収容者を課題研究に従事させようと発案。1942年、アメリカ軍と収容者を説き伏せて収容所内に研究所を設立した。エマーソンの下、研究所では植物の栽培や抽出方法の研究が行われたが、あまりにも収容者に近づきすぎたため誤解が生じ、エマーソンは終戦と時同じくしてカリフォルニア工科大学を追われ、イリノイ大学へ移った。

## 史跡
建造物のほとんど全てが1940年代後半に売却・解体され、土地は1942年から所有していたロサンゼルス市水道電力局（Los Angeles Department of Water and Power, LADWP）に返却された。後年に収容所問題が取り沙汰されるに伴って、国立公園局によって同地区は史跡として保存され、バラックとトイレが復元された。

## ギャラリー

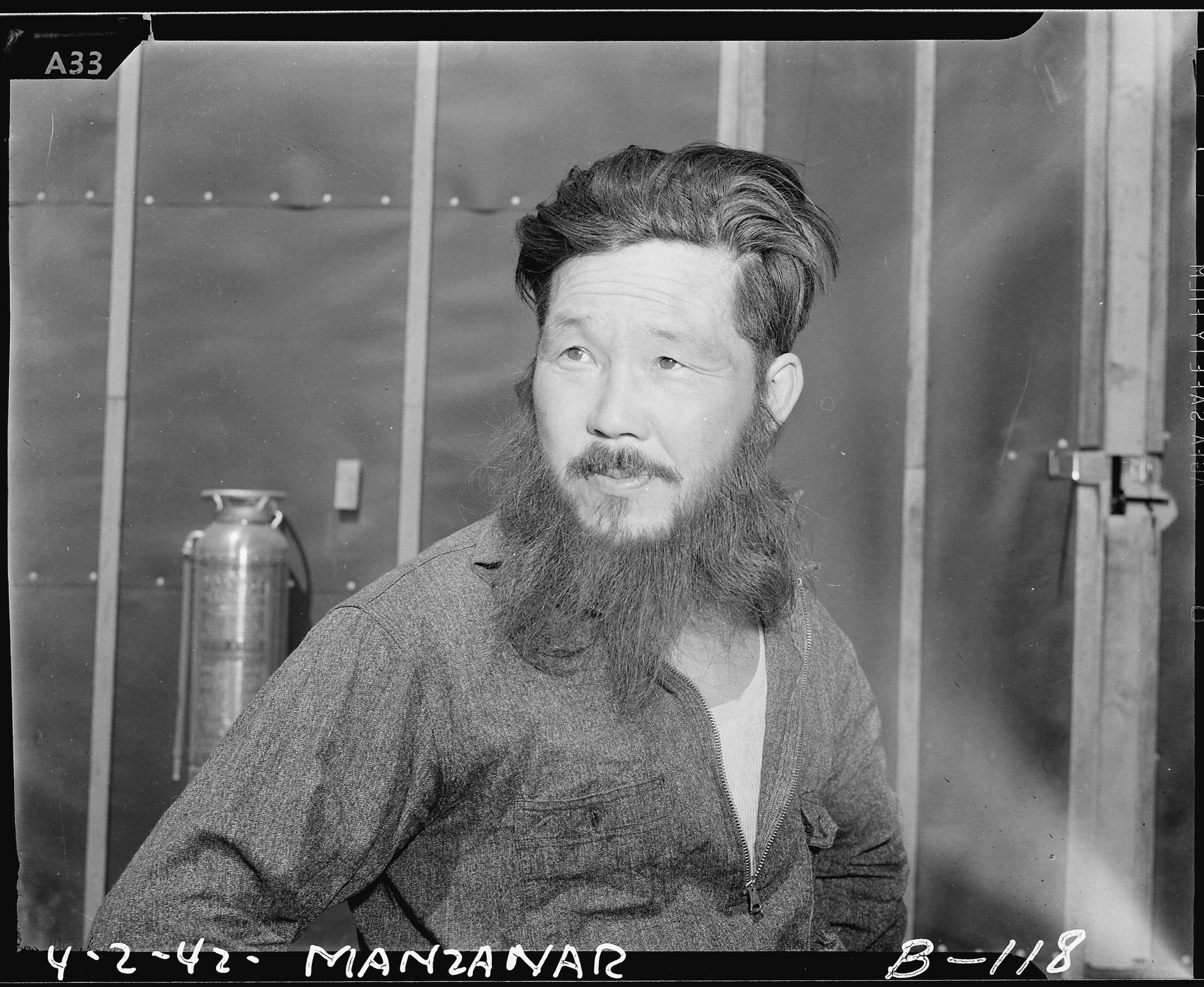
収容される男性 (1942年4月2日クレム・アルバース（チェコ語版）撮影)
収容所内で働く女性 (1942年5月30日フランシス・スチュワート（チェコ語版）撮影)
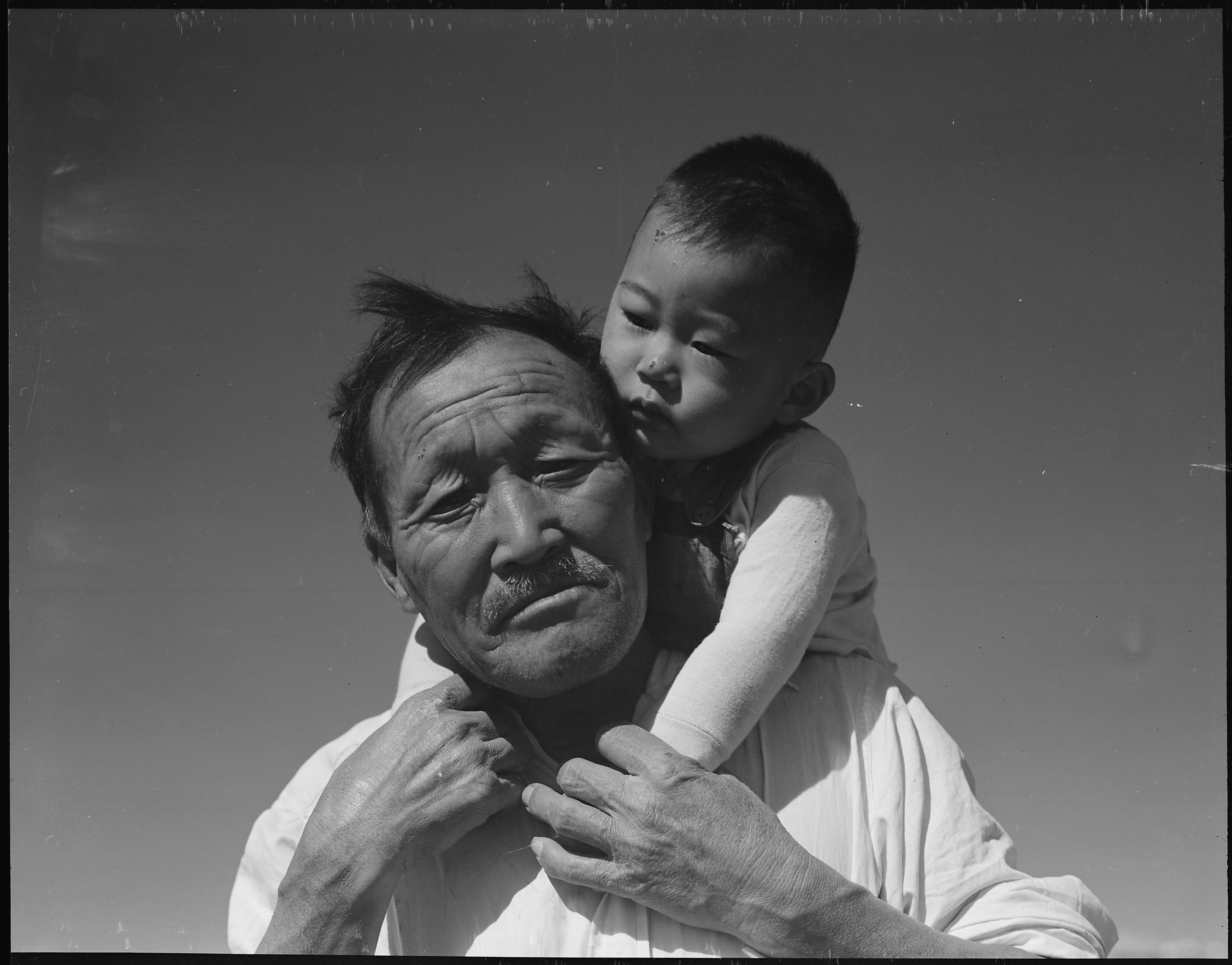
「日系人の祖父と孫」(1942年7月2日ドロシア・ラング撮影)
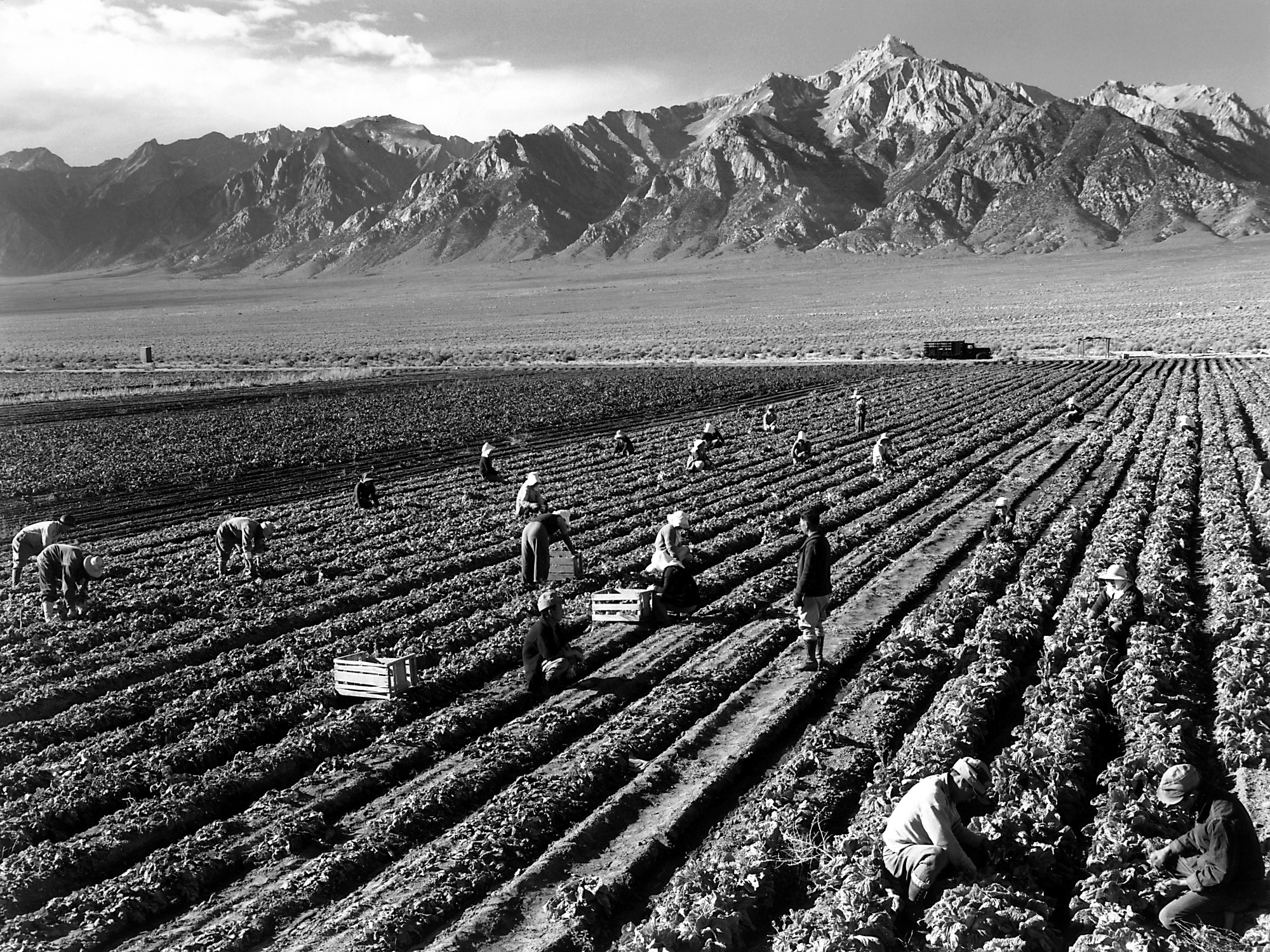
ウィリアムソン山（英語版）を背景に農作業を行う収容者（アンセル・アダムズ撮影）
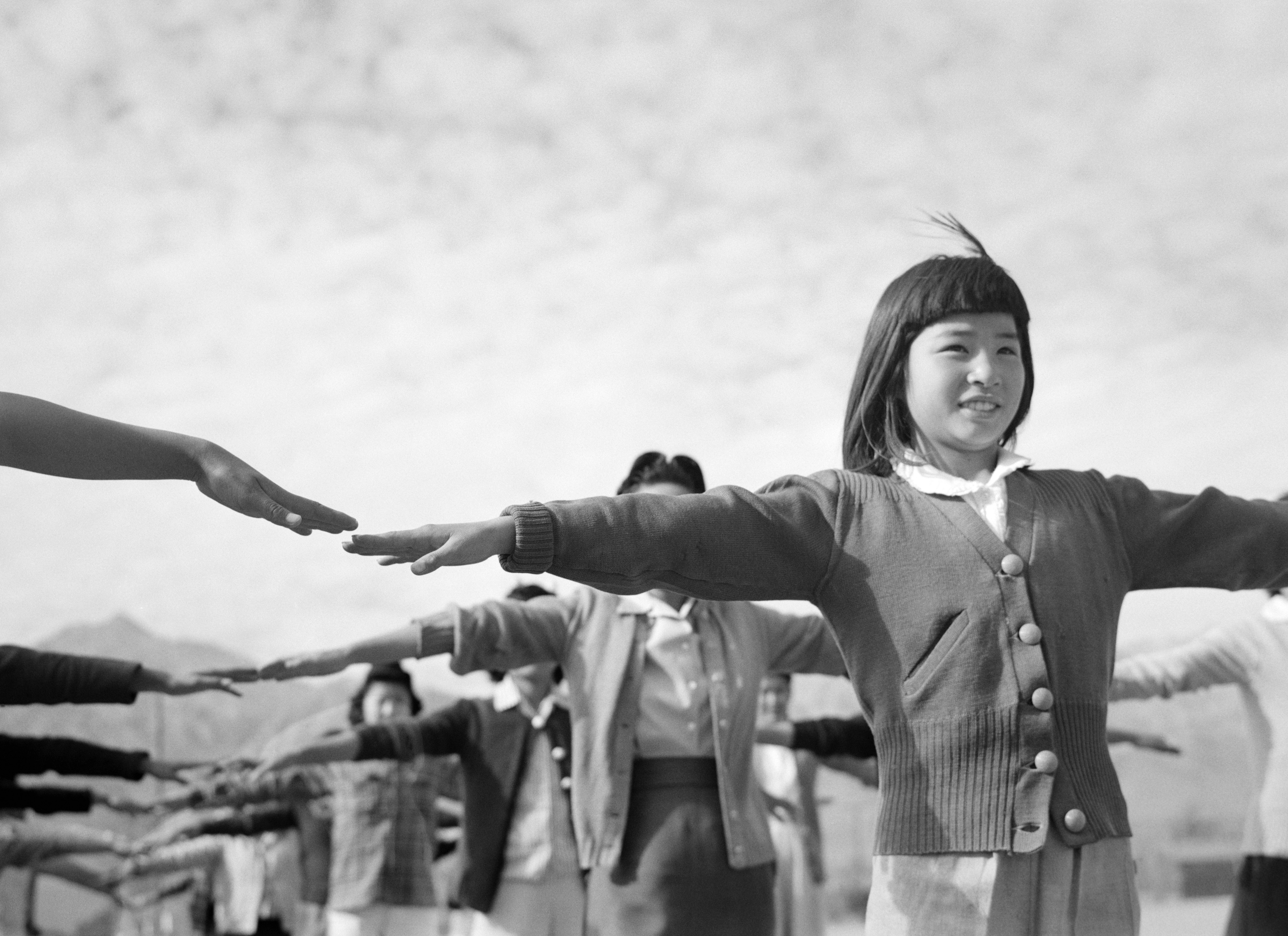
収容所内で体操する人々。少女はジョイス・ナカムラ・オカザキ（英語版）（1943年アンセル・アダムズ撮影）
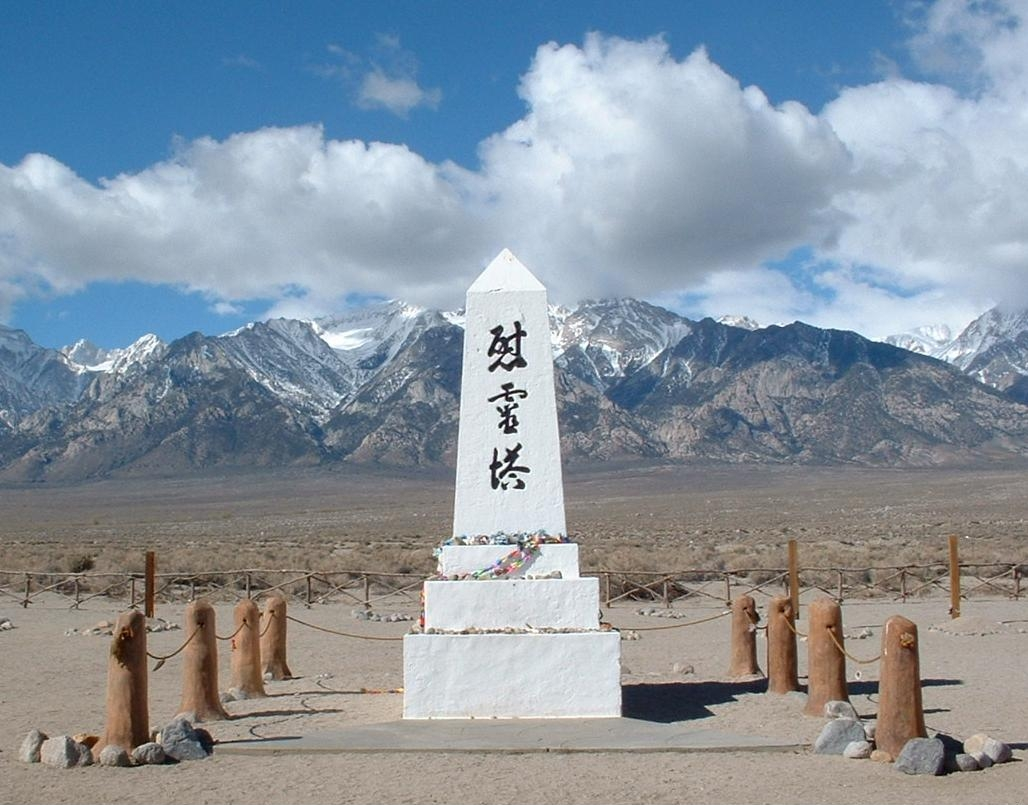
マンザナー国定史跡の最奥部に建つ慰霊塔。収容者によって1943年に建てられたもの。
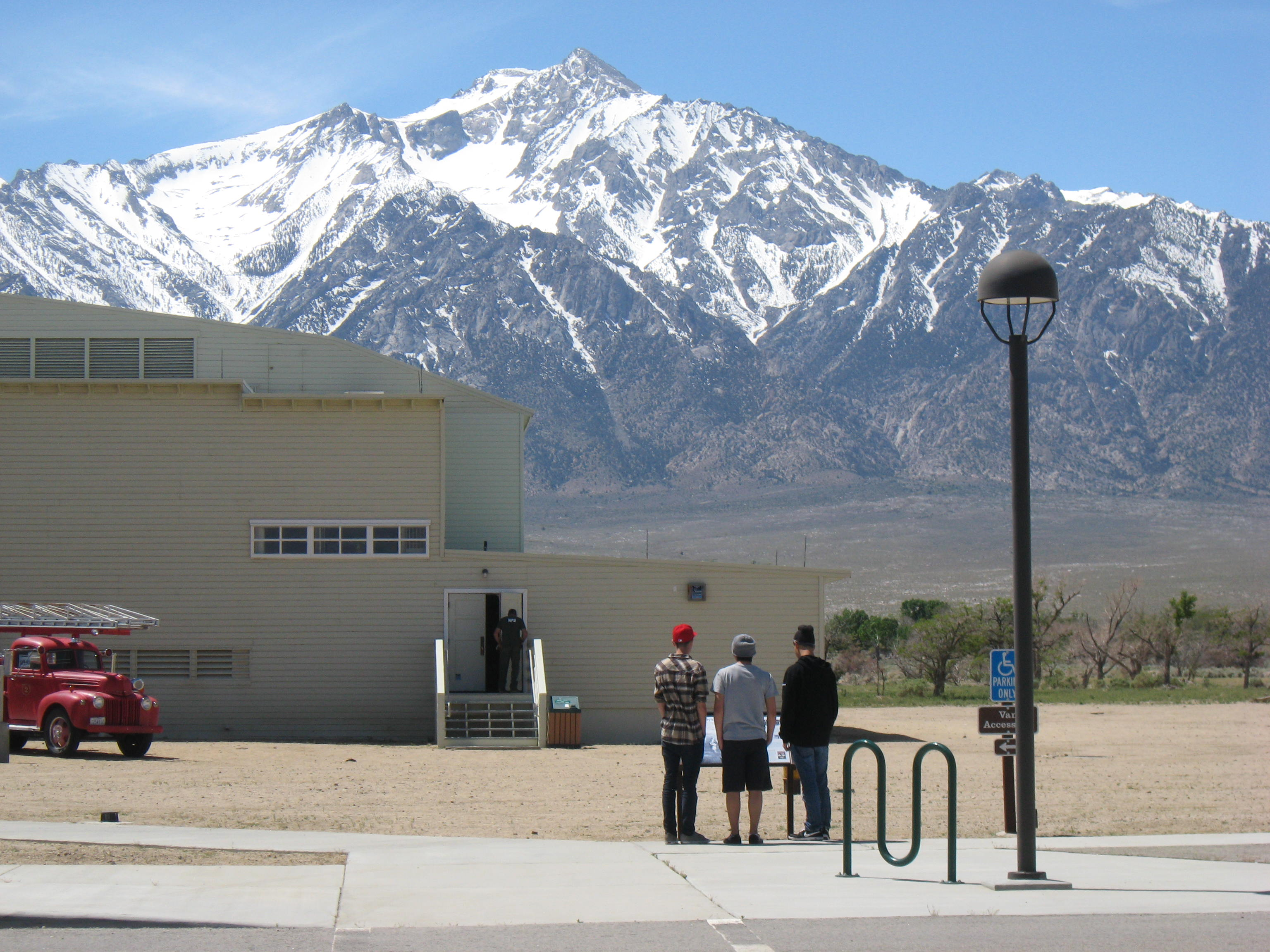
マンザナー国定史跡を訪れる若者たち
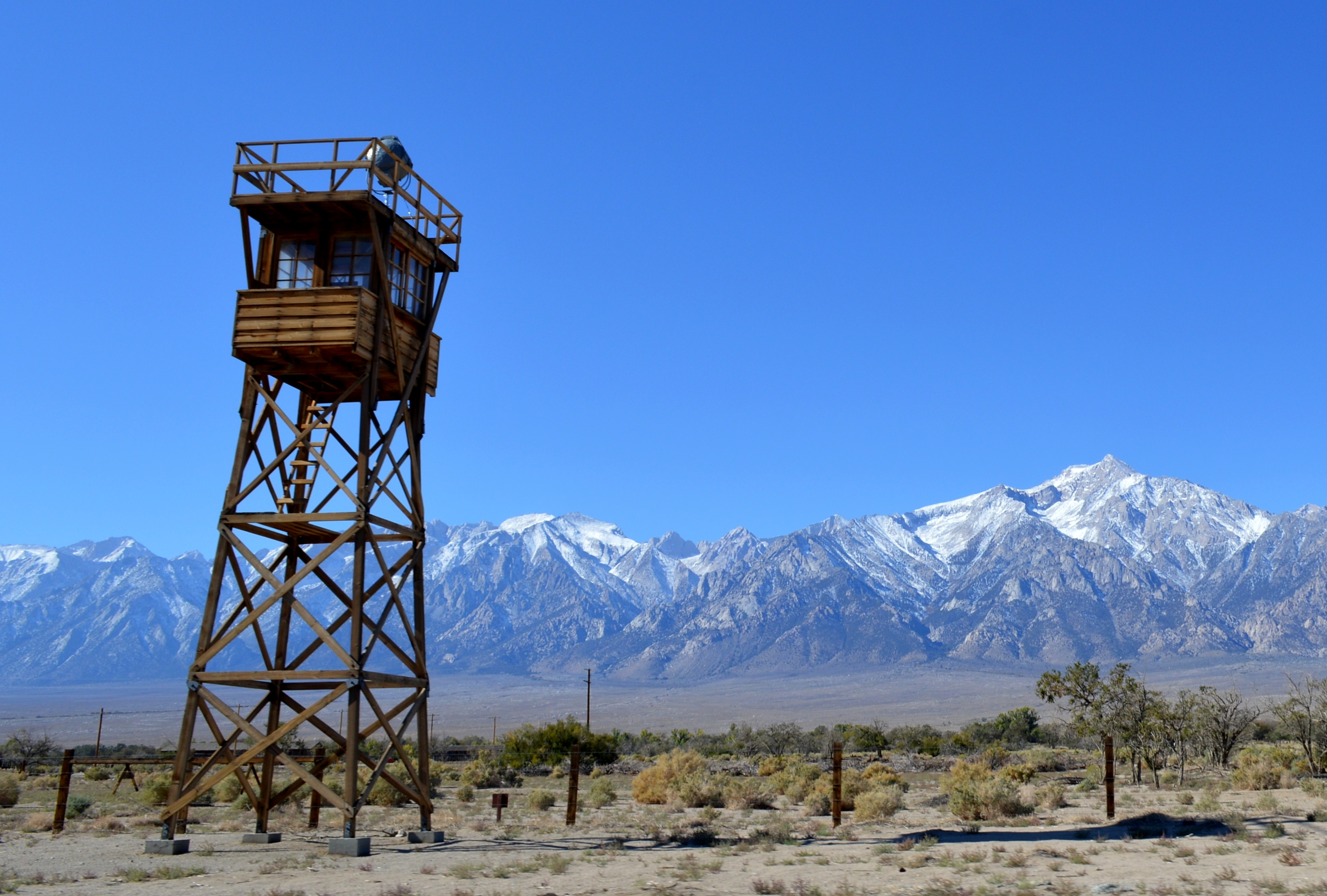
復元された監視塔（2013年撮影）

## 舞台となった作品

### 小説
- 山崎豊子『二つの祖国』（1980年6月26日号から1983年8月11日号まで週刊新潮に連載、1983年に新潮社から刊行された山崎豊子の小説。1984年には、NHK に於いて「山河燃ゆ」として大河ドラマ化された。因みにこのドラマは、大河ドラマに於いて史上初めて近現代が舞台の作品ともなった）

### 児童文学
- ロイス・セパバーン（Lois Sepahban）『マンザナの風にのせて』（ 原題は " Paper Wishes " , 「文研じゅべにーる」 シリーズ、若林千鶴翻訳、ひだかのり子画 文研出版、2018年6月初版 。この著者は元来はノンフィクション作家であり、この作品はこの著者初のフィクション作品となった）

### 戯曲
- 井上ひさし『マンザナ、わが町』 （この収容所を舞台とした5人の日系女性がヒロインの戯曲。井上ひさし作、こまつ座によって1993年に紀伊國屋ホールにて初演、同年に集英社より刊行。）[12]

### 映画
- 愛と哀しみの旅路（1990年の米国映画）

### テレビドラマ
- あめりか物語（1979年放送のNHKのドラマ。脚本は山田太一のオリジナル。日系アメリカ人の家族を三代にわたって描いた作品）
- 山河燃ゆ（1984年に放映されたNHK大河ドラマ。原作は山崎豊子『二つの祖国』。）
- 99年の愛〜JAPANESE AMERICANS〜（2010年に、TBSテレビの開局60周年記念として放映されたTVドラマ。収容された日系アメリカ人が荒れ地を農地に変えていく様子など、マンザナー強制収容所内での暮らしぶりが描かれている）
- 二つの祖国（2019年に「テレビ東京開局55周年特別企画 ドラマスペシャル」として放送されたテレビドラマ。原作は山崎豊子『二つの祖国』。）

## 関連作品
- Manzanar - アメリカ合衆国のデスメタルバンド、TON の2018年6月リリースのシングル[13]。

## 備考
日系人アニメーターのイワオ・タカモト（本名：高本厳夫、あの「チキチキマシン猛レース」中のキャラクターである「ケンケン」〔元来の設定名は Muttley〕の発案者）は、第二次大戦中にこの収容所に収容された経験がある。